# لا بواس
لا بواس (به فرانسوی: La Boisse) یک کمون در فرانسه است که در Canton of Montluel واقع شده‌است.

## خصوصیات
لا بواس ۹٫۴ کیلومترمربع مساحت و ۲٬۸۸۰ نفر جمعیت دارد و ۲۴۰ متر بالاتر از سطح دریا واقع شده‌است.